# Giewont
De Giewont is een berg in de westelijke deel van de Tatra in het zuiden van Polen, niet ver van Zakopane. De berg heeft drie toppen; de 1.728 meter hoge «Mały Giewont» (Nederlands: Kleine Giewont), de 1.894 meter hoge «Wielki Giewont» (Nederlands: Grote Giewont) en de 1.867 meter hoge «Długi Giewont» (Nederlands: Lange Giewont). 
Op de Wielki Giewont bevindt zich een 15 meter hoog ijzeren kruis, een doel van gelovige pelgrims, maar tijdens plotselinge buien kan het op deze plaats gevaarlijk zijn om te vertoeven. 
De toppen van de Giewont bieden een indrukwekkend uitzicht op het nabije stadje Zakopane. Vanuit deze stad zijn de bergen al wandelend te bereiken. Ook gaat er een ski-cabine naar de toppen.
Volgens een legende is de Giewont een slapende ridder, vanaf de zijkant gezien, met het kruis op zijn gezicht geplaatst. Volgens de legende ontwaakt de ridder als Polen in gevaar is.

## Galerij

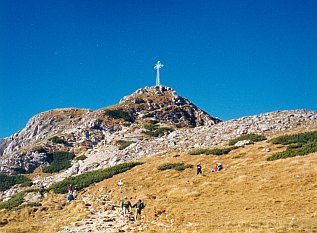
Kruis op de Giewont.
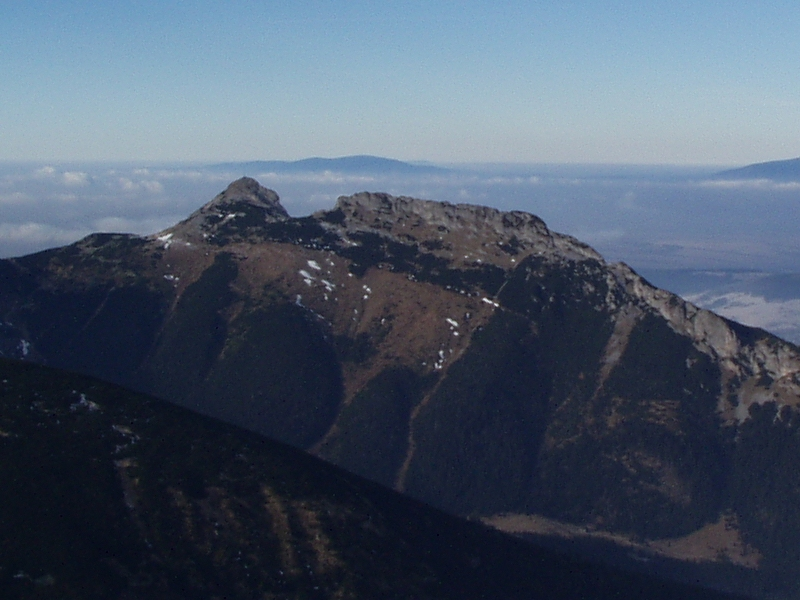
De slapende ridder, met het hoofd links.